# Tara Sutaria
Tara Sutaria (nacida el 19 de noviembre de 1995) es una actriz, cantante y bailarina india que trabaja en películas y televisión en hindi. Comenzó su carrera en televisión como una niña artista en 2010 con Disney la India de Big Bada Boom y pasó a protagonizar comedias de situación del canal The Suite Life of Karan y Kabir (2012) y Oye Jassie (2013). En 2019, Sutaria se aventuró en el cine interpretando a una estudiante universitaria en el drama adolescente Student of the Year 2, por la que ganó el premio Zee Cine al mejor debut femenino y fue nominada al premio Filmfare al mejor debut femenino. También en 2019 interpretó a una chica muda en la película de acción Marjaavaan.

## Primeros años
Tara Sutaria nació el 19 de noviembre de 1995 en una familia parsi - zoroástrica. Tiene una hermana gemela llamada Pia. Ambas se formaron en ballet clásico, danza moderna y danzas latinoamericanas en la School of Classical Ballet and Western Dance, Royal Academy of Dance y la Imperial Society for Teachers of Dancing todas ellas del Reino Unido. Es cantante profesional desde los siete años, habiendo cantado en óperas y concursos desde entonces. Recibió una licenciatura en Medios de Comunicación de la Facultad de Artes, Ciencias y Comercio de St. Andrew.

## Carrera profesional
Sutaria comenzó su asociación con Disney Channel India como Videojockey y continuó hasta asociarse con ellos, teniendo dos comedias de éxito en su haber. También ha estado grabando música en la India y en el extranjero para películas, anuncios y su propio trabajo original. Su canción "Slippin 'Through My Fingers" es parte de la producción de Ashwin Gidwani de Blame It On Yashraj de Bharat Dhabholkar. También ha interpretado el papel principal de Sandy en la producción del musical Grease de Raell Padamsee. Ha grabado y realizado conciertos en solitario en Londres, Tokio, Lavasa y Mumbai. Ha actuado con Louiz Banks, Mikey McCleary y también ha sido solista del Conjunto Coral Stop-Gaps, cantando en el NCPA durante más de una década. Fue una de las siete finalistas principales de los premios "Pogo Amazing Kids Awards" de 2008 en la categoría de cantante. Recibió reconocimiento por sus papeles de Vinnie en The Suite Life of Karan & Kabir y Jassie en Oye Jassie.
Sutaria fue una de las dos actrices seleccionadas para el papel de la princesa Jasmine en la película de fantasía estadounidense Aladdin (2019), pero perdió el papel ante Naomi Scott. Hizo su debut cinematográfico más tarde ese año con la película para adolescentes de Punit Malhotra Student of the Year 2 junto a Tiger Shroff y Ananya Panday. Producida por Karan Johar, sirvió como una secuela independiente de Student of the Year (2012) y narra la historia de un estudiante universitario (interpretado por Shroff) que compite para ganar un campeonato escolar anual. Revisando la película para The Indian Express, Escribió Shubhra Gupta, "Tara Sutaria está perfectamente ensamblada y, sin embargo, parece producida en una línea de ensamblaje". Recibió una nominación para el premio Filmfare al mejor debut femenino. La película tuvo un rendimiento inferior en taquilla.
Más tarde, en 2019 interpretó el papel de Zoya, una profesora de música muda, junto a Sidharth Malhotra, Riteish Deshmukh y Rakul Preet Singh, en la película de acción Marjaavaan de Milap Zaveri. En preparación aprendió el lenguaje de señas.En una crítica mordaz para The Hindu, Namrata Joshi encontró que la película era "ruidosa, demasiado cocida y exagerada" y escribió que Sutaria se redujo a "sonreír y llorar alternativamente".
Sutaria aparecerá próximamente en la producción de Nadiadwala Grandson Entertainment, el thriller romántico Tadap de Milan Luthria junto a Ahan Shetty. Ella también protagonizará junto John Abraham, Disha Patani, Arjun Kapoor y Tigre Shroff la serie Ek Villain Returns.

## Filmografía

### Películas
| Año  | Título                | Papel                | Notas                                                                                    |
| ---- | --------------------- | -------------------- | ---------------------------------------------------------------------------------------- |
| 2019 | Student of the Year 2 | Mridula "Mia" Chawla | Premio Zee Cine al mejor debut femenino nominado-Premio Filmfare al mejor debut femenino |
| 2019 | Marjaavaan            | Zoya                 |                                                                                          |
| 2021 | Tadap                 | Mishka               | Postproducción                                                                           |
| 2022 | Ek Villain Returns    | TBA                  | Filmación                                                                                |

### Televisión
| Año  | Título                                | Papel                   | Notas |
| ---- | ------------------------------------- | ----------------------- | ----- |
| 2010 | Big Bada Boom                         | Sí misma                |       |
| 2011 | Entertainment Ke Liye Kuch Bhi Karega | Sí misma                |       |
| 2012 | Best of Luck Nikki                    | Nina / Tina             | Cameo |
| 2012 | The Suite Life of Karan & Kabir       | Vinita "Vinnie" Mishra  |       |
| 2013 | Oye Jassie                            | Jaspreet "Jassie" Singh |       |
| 2013 | Shake It Up                           | Sí misma                | Cameo |

### Video musical
| Año  | Título           | Referencia |
| ---- | ---------------- | ---------- |
| 2020 | " Masakali 2.0 " | [ 21 ]     |